# ホセロ・ディアス
ホセロ・ソリアーノ・ディアス（Joselo Soriano Díaz , 1980年4月13日 - ）は、ドミニカ共和国・サンペドロ・デ・マコリス出身のプロ野球選手（投手）。日本での登録名はホセロ。

## 経歴
1996年にロサンゼルス・ドジャースに入団。
2006年にカンザスシティ・ロイヤルズでメジャーに初昇格して4試合に登板した。オフに横浜ベイスターズに移籍。入団当初、背番号は58であったが、本人の希望でシーズン開幕前に67に変更された。この異例の変更は、当初横浜側から提示された番号に、大きい番号の67が入っていなかったためである。
2007年、開幕当初こそセットアッパー役だったが、制球難から不安定な投球が続いたため、シーズン中盤からは敗戦処理や大量点差がついた時点での中継ぎとしての登板が多くなっていた。9月27日に球団側に来季の契約を結ぶ意向が無いことが判明し、10月31日に正式に自由契約となった。
その後、ニューヨーク・メッツとマイナー契約を結び、米球界に復帰することとなった。2008年、テキサス・レンジャーズでメジャー復帰を果たした。
2010年、独立リーグであるアトランティックリーグのロングアイランド・ダックスと契約した。

## プレースタイル・人物
最速150km/hを超えるストレートと、独特の握りから繰り出されるナックルカーブを武器としているが、制球力に難があり四球から崩れることが多かった。
以前は捕手だったため打撃力も高く、2007年春季キャンプではホームラン3発を打った。公式戦でもホセロの打席に代打を出さず、そのまま打席に向かわせてヒットを打つことがたびたびあった。2007年5月8日、東京ヤクルト戦で、8回表に遠藤政隆から一時勝ち越しとなる1号ソロを放ったが、その裏に打ち込まれてしまい、勝利打点・勝利投手の独占はならなかった。
当時オリックス・バファローズにいたコリンズ監督とディーバス打撃コーチは2002年にホセロがドジャース傘下のA級ベロビーチに所属していたときにファームディレクターと捕手コーチを務めており、当時捕手だったホセロの捕球の悪さを見かねて「投手をやってみろ」とアドバイスした恩師である。2007年のオープン戦で再会を果たし恩師の前で好投を見せた。

## 詳細情報

### 年度別投手成績
| 年 度    | 球 団    | 登 板 | 先 発 | 完 投 | 完 封 | 無 四 球 | 勝 利 | 敗 戦 | セ 丨 ブ | ホ 丨 ル ド | 勝 率 | 打 者 | 投 球 回 | 被 安 打 | 被 本 塁 打 | 与 四 球 | 敬 遠 | 与 死 球 | 奪 三 振 | 暴 投 | ボ 丨 ク | 失 点 | 自 責 点 | 防 御 率 | W H I P |
| -------- | -------- | ----- | ----- | ----- | ----- | -------- | ----- | ----- | -------- | ----------- | ----- | ----- | -------- | -------- | ----------- | -------- | ----- | -------- | -------- | ----- | -------- | ----- | -------- | -------- | ------- |
| 2006     | KC       | 4     | 0     | 0     | 0     | 0        | 0     | 0     | 0        | 0           | ----  | 38    | 6.2      | 10       | 2           | 8        | 0     | 1        | 3        | 2     | 0        | 8     | 8        | 10.80    | 2.70    |
| 2007     | 横浜     | 45    | 1     | 0     | 0     | 0        | 3     | 4     | 2        | 7           | .429  | 306   | 66.2     | 47       | 9           | 58       | 4     | 6        | 61       | 2     | 0        | 39    | 34       | 4.59     | 1.58    |
| 2008     | TEX      | 1     | 0     | 0     | 0     | 0        | 0     | 0     | 0        | 0           | ----  | 6     | 1.0      | 1        | 0           | 1        | 0     | 1        | 2        | 1     | 0        | 1     | 0        | 0.00     | 2.00    |
| MLB：2年 | MLB：2年 | 5     | 0     | 0     | 0     | 0        | 0     | 0     | 0        | 0           | ----  | 44    | 7.2      | 11       | 2           | 9        | 0     | 2        | 5        | 3     | 0        | 9     | 8        | 9.39     | 2.61    |
| NPB：1年 | NPB：1年 | 45    | 1     | 0     | 0     | 0        | 3     | 4     | 2        | 7           | .429  | 306   | 66.2     | 47       | 9           | 58       | 4     | 6        | 61       | 2     | 0        | 39    | 34       | 4.59     | 1.58    |

### 記録
NPB投手記録
- 初登板：2007年4月1日、対読売ジャイアンツ3回戦（横浜スタジアム）、6回表に3番手で救援登板、2回1失点
- 初奪三振：同上、6回表に谷佳知から見逃し三振
- 初ホールド：2007年4月7日、対中日ドラゴンズ2回戦（ナゴヤドーム）、7回裏に3番手で救援登板、1回無失点
- 初勝利：2007年4月14日、対阪神タイガース2回戦（阪神甲子園球場）、7回裏に3番手で救援登板、2回無失点
- 初セーブ：2007年4月28日、対中日ドラゴンズ4回戦（横浜スタジアム）、9回表無死に4番手で救援登板・完了、1回無失点
- 初先発：2007年9月7日、対広島東洋カープ18回戦（広島市民球場）、2回4失点で敗戦投手

NPB打撃記録
- 初打席・初安打：2007年4月14日、対阪神タイガース2回戦（阪神甲子園球場）、8回表に能見篤史から左前安打
- 初本塁打・初打点：2007年5月8日、対東京ヤクルトスワローズ4回戦（明治神宮野球場）、8回表に遠藤政隆から左越ソロ

### 背番号
- 53 （2006年）
- 67 （2007年）
- 65 （2008年）